# 盧武鉉
盧 武鉉（ノ・ムヒョン、朝鮮語: 노무현、日本語読み：ろ ぶげん、1946年9月1日〈旧暦8月6日〉 - 2009年5月23日）は、韓国の政治家。大韓民国第16代大統領（2003年2月25日〜2008年2月24日）、第13・15代国会議員。
弁護士出身。本貫は光州盧氏。カトリック教徒。妻の権良淑との間に1男1女、第22代国会議員の郭相彦は娘婿。歴代韓国大統領で初の日本統治時代を経験していない世代の大統領である。大統領退任後の2009年、投身自殺した。

## 経歴

### 生い立ち・弁護士として
アメリカ統治時代の1946年9月1日に慶尚南道金海郡（現、金海市）進永邑（チニョンウプ）烽下村（ポンハマウル）の貧しい農家である父、盧判石（ノ・パンソック）、母、李順礼（イ・スンレ）の三男二女の末っ子に生まれる。母親は身ごもっている最中に胎夢を見たという。6歳ですでに千字文を諳んじた神童であった。テチャン小学校の学籍簿には『小農で生活は下流』と記されたが、小学校では生徒会長を務め、中学校では成績トップを争うほどだった。しかし、貧困により1年の休学を余儀なくされている。苦しい家計を思い、一度は高校進学を諦めるが、長兄盧英鉉の強い説得と助力もあり、1963年に名門の釜山商業高校(現:開成高校)に進学。警備員のバイトをして日銭を稼いだ。当時商業学校からの花形コースであった銀行マンを志し、農協の就職試験を受けるも叶わず、卒業後に「三海工業」という小さな魚網会社に就職するが、その待遇に失望して一カ月半で退職。司法試験への挑戦を決意する。盧武鉉は自著に、貧しさ故に高卒で社会に出たこと、就職に失敗して独学で弁護士の道を志すようになったことは、盧武鉉の政治家人生における一種の稀少価値となったと記している。当時、高卒では司法試験を受ける資格が与えられなかったが、故郷に帰って村外れのぼろ家に手を加えて「磨玉堂」と名づけて勉強の場とし、日雇い労働をしながら1966年11月に資格試験（司法及び行政要員予備試験）に、1971年に三級公務員の一次試験に合格。1968年から1971年の兵役をはさんで勉強を続け、1975年に29歳で第17回司法試験に合格した後、盧に他の道が開けた。
司法研修院で研修を終えた後、1977年大田地方法院（裁判所）判事に就任。1978年に判事を辞めて弁護士事務所を開業。当初は登記業務・不動産・租税関連の訴訟を専門とし、ヨットが趣味で琵琶湖でのイベントに参加するなど、釜山でも稼ぎのいいブルジョア弁護士の盧弁（ノビョン、盧弁護士）として知られていた。
しかし1981年に別の弁護士の代理として釜林事件の弁護を引き受けて学生運動に関わった事が転機となり、徐々に政治、社会問題への関わりを深めて路弁（アスファルト弁護士）に変貌した。1982年にはこの年に弁護士になった文在寅が盧武鉉の法律事務所に入所し、「弁護士盧武鉉･文在寅合同法律事務所」を開設（後に文在寅は盧武鉉大統領の下で大統領府民情主席、大統領秘書室長などを務める）。1982年の釜山アメリカ文化院放火事件では被告側弁護人を担当。1985年には釜山民主市民協議会の常任委員長となり、本格的に韓国の民主化運動に足を踏み入れた。1987年には大統領直接選挙制を求める6月抗争を主導し、大宇造船事件では逮捕と拘留も経験している。盧武鉉は後年、人権派弁護士への変身は覚悟や決意を要求されたものではないと語った。平凡な常識と良心、そして「拷問されて真っ黒になった学生の足の爪」を見ての憤りと怒りであったと自著に記している。

### 政界進出
1988年に統一民主党（当時）の金泳三に抜擢され、同年4月に行なわれた第13代総選挙に釜山市東区選挙区から出馬して当選し、政界入りした。国会の労働委員会では、李海瓚や李相洙とともに「労働委員会三銃士」と呼ばれ、活発な活動を行った。同年、第五共和国の不正調査特別委員会の委員となり、第五共和国聴聞会における全斗煥時代の不正追及の場面がテレビ中継されたことがきっかけで、国民的スターになった。
1990年に民主党の金泳三派が盧泰愚の民主正義党、金鍾泌の新民主共和党と合党し（三党合同）、大与党・民主自由党を結成した。盧武鉉はこれを野合として合同への参加を拒み、他の議員とともに1990年6月に改めて結成された民主党に加わり野党に残った。盧武鉉は金大中率いる新民主連合党との野党統合運動を推進し、1991年9月に統合野党としての新・民主党を発足させた。
その結果、恩師でもあった金泳三に睨まれることになり、1992年には第14代総選挙で落選。統合民主党候補として1995年の釜山市長選挙および翌1996年の15代国会議員選挙に立候補したがいずれも落選した。1998年の補選にてようやく国会議員（ソウル市鐘路区選挙区で当選。新政治国民会議）に復帰した。2000年の16代国会議員選挙でソウル・鐘路区ではなく釜山市の北・江西乙選挙区から出馬（新千年民主党）し、再度落選するが、勝てなくても立候補し続ける姿が一部の国民の共感を得て、2000年にインターネット上で盧武鉉のオンライン・サポーター組織「ノサモ」（ノムヒョヌル・サランハヌン・モイム＝盧武鉉を愛する集まりの意）が結成された。
2000年8月、落選していた盧武鉉は金大中大統領によって海洋水産部の長官に任命された。これは湖南（全羅道）を地盤とする民主党が、民主党の支持が薄い嶺南（慶尚道）出身者を次期大統領候補（のひとり）として遇しようとしたためと言われている。

### 大統領選挙
第16代大統領選挙に際し、新千年民主党（以下、民主党）の大統領候補の選出は、アメリカ合衆国の予備選挙制に似た国民参加選挙（国民競選）を通じて行われた。立候補登録を行ったのは、金重権、盧武鉉、鄭東泳、金槿泰、李仁済、韓和甲の各常任顧問と柳鍾根全羅北道知事の7名だった。世論調査では李仁済が優勢とされ、またハンナラ党の大統領候補李会昌による忠清圏票の独占を防げるということで、「李仁済大勢論」（李仁済以外にいない）と思われた。だが、李仁済では李会昌に勝てず、進歩主義陣営の票を取りこぼすと主張する意見もあり、それは急速に「盧武鉉代案論」として浮上した。
全国で行われた予備選挙で、盧武鉉は蔚山、光州と勝利を重ねた。嶺南と湖南で勝利したことにより、民主党候補が地域対立を越えて大統領に当選する期待を抱かせた。苦戦する李仁済は盧武鉉の思想、財産、盧武鉉の義父の左翼歴にいたるまで取り上げて批判した。だが大勢を覆すに至らず、盧武鉉は勝利を重ねて「盧風」（盧武鉉旋風）を巻き起こした。そして4月27日に民主党の大統領候補に選出された。
しかし金泳三との和解を演出した「YS腕時計事件」は、進歩・改革の旗手として支持者が描いていた盧武鉉のイメージを傷つけた。また、金大中の側近や親族の逮捕は民主党の大統領候補である盧武鉉への逆風となり、6月の統一地方選や8月の補選に惨敗した民主党では候補の交代や、鄭夢準との候補一本化が取り沙汰されるようになった。
このような事情から、盧武鉉は鄭夢準との候補一本化を模索した。調整の結果、二人はテレビ討論会を行い世論の支持を集めた側を統一候補として擁立する事にした。テレビ討論会は11月22日に行われ、その後の世論調査で盧武鉉は46.8%、鄭夢準は42.2%の支持率となり、盧武鉉が統一候補に決定した。そして大統領選挙戦は、事実上盧武鉉とハンナラ党の候補李会昌の一騎討ちとなった。
同年11月13日に全国農民会総連盟所属の農民およそ5万5000人が、ソウル汝矣島の漢江市民公園において、米の輸入・市場開放に反対する全国農民大会を行ったデモの最中の午後4時40分頃、3人の候補の一人だった盧が演説途中で顔面に卵をぶつけられた。
これ以前の6月に、在韓米軍の兵士が女子中学生を交通事故死させる事件（議政府米軍装甲車女子中学生轢死事件）が発生していたが、11月20日、在韓米軍の軍事法廷は、当事者のアメリカ兵に無罪の判決を下した。これは米韓行政協定（SOFA）のもとに行われたことだったが、民主活動家たちが運動を活発化させるきっかけを与えた。労働組合や左派団体はソウルや各地の都市で繰り返しキャンドルデモを促し、メディアもそれを報じて反米機運を増幅した。アメリカは11月27日にハバード駐韓大使とラポート在韓米軍司令官が謝罪し、さらに大統領（当時）のジョージ・W・ブッシュの謝罪声明を発表して事態の沈静化を図ったが、デモの主催者たちはこれを欺瞞とし、デモを続けた。投票日を前に発生したこの事件は、有権者の投票行動に少なくない影響を与えた。
2002年11月27日および28日、盧武鉉と李会昌、民主労働党の權永吉ほか4名が大統領選挙の候補に登録を行い、選挙戦が正式に開始した。盧武鉉は金大中による太陽政策（包容政策）の継承、行政首都を忠清圏に移転するといった政治改革や、7%の経済成長を公約に掲げた。一方、比較的親米的な李会昌は金大中政権の路線を全面的に転換することを望み、対北・対米方針の違いが、大統領選挙の主要な争点の一つとなった。
投票日前日の12月18日、鄭夢準が盧武鉉への支持を撤回するというハプニングが起きた。対北朝鮮政策の違いや、将来の大統領をめぐる盧武鉉の発言など原因であるといわれている。しかし土壇場での「裏切り」はかえって盧武鉉への同情を呼び起こし、またノサモによる盧武鉉への投票の呼びかけが功を奏して、盧武鉉は約57万票差の僅差で李会昌を制し、第16代大統領の座を射止めた。なお、地方での得票率においては盧武鉉は湖南地域で軒並み90%以上を獲得する一方、大邱広域市の一部で20%を下回るなど一部地域間での差が顕著に表れた。

### 大統領職

#### 就任

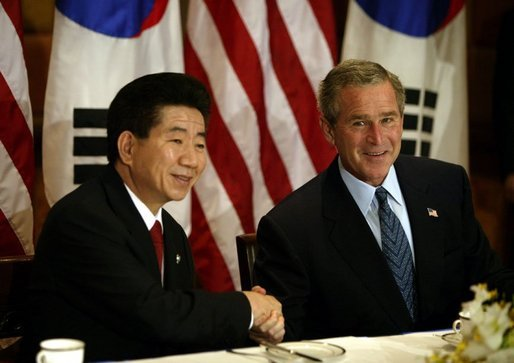
2003年10月、ジョージ・W・ブッシュと会談する盧武鉉

2003年2月、盧武鉉は相対的に高い国民の支持を得て大統領職に就任したが、与党の新千年民主党は国会では少数派だった。国会ではハンナラ党が過半数を占めており、選挙訴訟、人格攻撃、大統領としての適性を取り上げ、あるいは言葉尻をとらえて盧武鉉を攻撃した。さらに与党の新千年民主党では、盧武鉉を中心とする主流派と、全羅道を基盤とする金大中派（いざ金大中は盧武鉉派を暗黙的に支持した）との間で与党内の抗争が激化し、ついには主流派が離党し開かれたウリ党（以下、ウリ党）を結成したことによって新千年民主党は下野した。議会での基盤を大幅に損なった盧武鉉は苦境に立たされた。
与野党共に大統領選挙における不正資金疑惑が浮上した。経済運営も難航した。イラクに韓国軍を派遣したことが支持者離れを引き起こし、支持率は急落した。起死回生を図るべく、盧武鉉は国民投票による再信任を提案するが、各方面から批判を浴び撤回を余儀なくされた。盧武鉉は与野党代表と会合を行い「われわれが昨年の大統領選挙で使った不法資金の規模がハンナラ党の10分の1を超えれば、大統領職を退き、政界を引退する」と述べたが、調査が進んで8分の1に迫ると、敵対的なメディアでの主観的な計算の問題としてその数字に異議を唱えた。
イラク追加派兵問題をめぐり、外交通商部および国防部の「韓米同盟派」と、大統領府・国家安全保障会議（NSC）を中心とした「自主派」が軋轢を起こした。2004年1月、盧武鉉は外交通商部幹部の失言と監督責任を理由に尹永寛外交通商部長官を更迭し、後任に潘基文を任命した。

#### 弾劾
第17代総選挙を控えた2004年3月9日、野党であるハンナラ党、新千年民主党は国民の理解を得られると踏んで大統領の弾劾訴追を発議した。3月12日、投票（賛成193、反対2）の結果、大統領弾劾訴追案が可決され、一時的に大統領職務を停止された。これにより、当時国務総理（首相）だった高建が大統領職務代行を務めた。
しかし、党利党略から大統領を弾劾し、国政を混乱させた野党に世論が反発、総選挙でのウリ党の地滑り的勝利に繋がり、これをもって事実上の信任と見なされた。5月14日には憲法裁判所により大統領弾劾訴追が棄却され、職務に復帰した。結果として、盧武鉉は政治基盤を大幅に強化し、政策を推進する体制を整えることとなった。

#### 改革
盧武鉉は自らの政権を「参与政府」（国民が政治に参与する政府）と称し、より進歩的かつ理念的な改革を指向した。「ノサモ」などのインターネットの力を借りて政権の座に就いたこともあり、ホームページを通して積極的な情報公開を行うだけでなく、重大な政策論争に行き当たるたびに、国民に直接語りかける機会を設け、ネットを利用したポピュリズムを形成して、既存の保守勢力の抵抗を突破しようとした。しかし、保守野党の激しい反対にぶつかって国家保安法廃止、言論改革、検察改革、私学法改正など多くの改革立法が挫折し、盧武鉉大統領は、改革対象として言及した組織にチャックを負うことになる。

#### 大連立論争
改革立法が失敗し、敵だけが増えつつ、経済はかえりみず政治争いばかりだと判断した民心は政権に刃物を突きつけて、その後、与党のヨルリン・ウリ党は補欠選挙で惨敗することになる。これに盧武鉉は協治を掲げ、野党ハンナラ党に権力を渡すことを含めた選挙制度改革と大連立（挙国連立）政権を提案した。しかし、この提案は、特に保守野党を嫌っていた与党（その中でも釜山出身の盧武鉉を牽制していた一部の全羅道の）支持層の大きな反発を買うことになり、かえって盧武鉉政権のレームダックを加速させることになる。それでも盧武鉉は、反対だけのための反対や政権の揺さぶりは、次の政権のためにも、もう終わらせなければならないとし、地域主義の打破とともに、大連立の提案に固執する。
2005年9月7日、盧武鉉とハンナラ党の朴槿恵代表との単独会談が行われ、2時間30分にわたり二人は意見を交わしたが、双方は合意を見出せずに物別れに終わった。大連立構想はいずれの政治派閥からも支持を得ることなく廃棄された。ただ、皮肉にも盧武鉉政権当時、朴槿恵が取ったすべての言動は約10年後彼女が大統領になった時、正反対の姿で現れ、ネチズンたちに盧武鉉と比較される決定的な契機になる。

#### レームダック
2006年5月31日に行われた全国同時地方選挙では、盧武鉉政権の両極化の深化への批判やハンナラ党代表の朴槿恵への襲撃事件の影響も重なって、与党のウリ党は惨敗を喫した。この選挙は、事実上大統領および政府与党への信任選挙であったため大統領の責任論が浮上したが、「一度や二度の選挙結果に惑わされるようでは民主主義とはいえない」と述べ、与野党双方からさらに批判が巻き起こった。この選挙結果により以前から言われていた「レームダック（死に体）政権」のイメージがますます強くなり、支持率は20%を切るようになった。
2006年8月、盧武鉉は任期切れとなった尹永哲憲法裁判所所長の後任に、全孝淑憲法裁判所裁判官を内定した。しかし任命手続きに法的な瑕疵があったことを理由に国会が同意せず、憲法裁判所所長の座が空位となった。
2006年10月、国家情報院は386世代民主化闘士が北朝鮮と通じてスパイ活動をしたとして、民主労働党の幹部などを国家保安法違反で逮捕した。しかし、捜査の指揮を執っていた金昇圭国家情報院院長が突如辞意を表明し、その後、情報機関の長としては異例にも朝鮮日報へのインタビューに応じて捜査内容を語るという事件が発生した。同月、尹光雄（ユン・グァンウン）国防部長官が辞任した。宥和政策に対する批判の高まりから統一部長官の李鍾奭も辞意を表明し、国連事務総長へ転出するため辞任した外交通商部長官の潘基文と合わせて、外交・安保の責任者がすべて入れ替わることとなった。
2006年11月、盧武鉉は憲法裁判所所長の指名を撤回した。盧武鉉は議場を占拠して任命同意案の採決を阻んだ国会を非難するとともに、指名撤回を「屈服」と表して、任期を終えることのできない最初の大統領にはなりたくないと述べた。
2006年12月、盧武鉉は民主平和統一諮問会議の席上で、韓国の国防力に自信を示すと共に、在韓米軍基地移転や戦時作戦統制権の返還に反対する退役軍人に対し「アメリカの後ろに隠れて『兄貴、兄貴のパワーだけ信じるよ』とばかりしてはいられない。一度は度胸をみせるべきじゃないか」「自国軍隊の作戦統制さえきちんとできない軍隊を作っておいて、『私は国防長官です』、『私は参謀総長です』と威張りたいというのか」と反論した。この時に出された有名な言葉が"恥を知るべきだ!"。ただ、超大国米国の力は認めて、現実的に尊重しなければならないという言葉も付け加えた。

#### 党争
度重なる補選の敗北と次期大統領選挙を見据えて、与党ウリ党では金槿泰を中心に、かつて袂を分かった民主党との再統合を模索する動きが活発化した（統合新党論）。盧武鉉は再統合を地域主義への回帰であるとして非難し、長文の手紙を発して党員へ呼びかけた。また、次期大統領選の有力候補と注目されたが、官僚出身で政治家でなかった高建の競争力を弱いと見て事実上大統領選出馬断念に追い込んだ。
ウリ党の親盧勢力も、盧武鉉の意を受けて党を死守するとの立場を見せた。金槿泰らが党の進路を決める全党大会を前に、外部人材の受け入れを妨げるとして基幹党員制の撤廃に踏み切ると、改正手続きに不備があるとして仮処分を申し立て、法院はこれを認めた。ここに至り、ウリ党の現職議員が全党大会を待たずに脱党を始めた。盧武鉉は党の現状を知り、青瓦台に親盧勢力を招いて党の分裂を防ぐように方針転換を促した結果、党憲の改正は改めて議決されたが、現職議員の脱党を完全に押し留めるには至らなかった。
そして第17代大統領選挙の結果、ハンナラ党の李明博候補に政権を譲る。余談に盧武鉉本人は時間が経って歴史が評価してくれることとし、比較的淡々と政権交代を受け入れる。

#### 内政
1997年のIMFによるアジア通貨危機の収拾過程、いわゆるIMFによる韓国救済で両極化の深化で批判を受けたが、金大中、盧武鉉につながる10年左派政権は、経済危機を克服し、大企業の専門化・ITとベンチャー・韓流文化産業など新産業を育成したという功績を立てることになる。
対ドル為替レートはウォン高ドル安基調が続き、1ドル=800ウォン台までウォン高が進むようになり、おかげで「ウェルビーイング」という単語と海外旅行、留学が流行した。しかし、これは貧民層の相対的剥奪感の増加と輸出企業の負担を加重させるという批判にもつながった。
過去の調査を通じて、軍部独裁時代の被害者らに政府の首長として公式に謝罪し、兵士の給料を上げる一方、徴兵制の期間は短縮させた。
一切の良心的兵役拒否を認めない徴兵制度を有する韓国は、国連の自由権規約人権委員会や人権理事会から、繰り返し良心的兵役拒否を認めるよう勧告を受けている。これらの要請を受けて、盧武鉉政権では代替服務制を推進したが、その次の李明博政権は「代替服務制導入は時期尚早」とした。
北朝鮮の工作員から反米活動の大衆化や金泳三元大統領と黄長燁元北朝鮮労働党秘書に圧力をかけることなどの指令を受けていた南北共同宣言実践連帯などの親北朝鮮団体に政府補助金を支援した。

#### 歴史認識問題
民主化以降の文民政権は、政権の正当性を確立するために現代史の見直しや清算を進めてきたが、盧武鉉はこれを一歩進めて日韓併合や日本統治時代の親日派、朝鮮戦争時の韓国軍による民間人虐殺、軍事政権下での人権抑圧事件の真相究明を主張した。韓国国会は過去清算に関わる立法を進め、金泳三・金大中政権で成立したものを含めて13の特別法が効力を持つことになった。また、これらの法律を総括するために、日本統治時代から軍事政権期にいたる全ての事案に適用して真相究明や責任の追及、補償を行うための過去史基本法（真実・和解のための過去史整理基本法）を成立させた。2006年3月20日、全斗煥元大統領ら170人の叙勲を取り消す。

#### 外交

##### 日本
就任当初は歴代の大統領と同様に「未来志向」を謳い、日本と良好な関係を結ぶと期待された。初めての訪日が顕忠日という殉国者に敬意を払う日と重なり批判を浴びたが、盧武鉉は「私たちはいつまでも過去の足かせに囚われているわけにはいかない」と主張して、訪日の重要性を強調した。日韓首脳が頻繁に会談し意見交換する必要があるとの認識から、当時の日本の首相である小泉純一郎との間でシャトル首脳会談を推進することで合意し、相互を往復して会談を重ねた。
従来から日韓双方がこれまで必要に応じて棚上げしてきた問題について、人権派弁護士として軍部独裁に反対する学生とともに歩んできた盧武鉉は文民政権の正当性を確立するために歴史の清算にこだわった。もともと親日的であったが、小泉首相（当時）の靖国訪問によって盧政権の対日姿勢が悪化したと一般的に理解されている。しかし、金栄鎬は対北朝鮮政策、対米姿勢、竹島問題、慰安婦等への補償をめぐる条約・協定の解釈の対立等様々な要因が絡んでいるとする。
また、盧武鉉の政敵であったセヌリ党の鄭夢準は、盧武鉉死後の2012年に、まだ報じられていないこととして、盧武鉉は司令官が出席する長官会談でアメリカに日本を共通の仮想敵国に規定しようと提案し、アメリカは非常に当惑していた、と記者団に語った。ただし、この発言の真偽については裏付けとなるものはない。
2003年6月6日から9日まで権良淑夫人とともに国賓として日本を訪問。この際、筑紫哲也司会のTBSテレビの特別番組に出演し、在日韓国人を含む日本の一般市民と交流を持っている。その時「在日として日本の地域社会に貢献していきたい」と述べた在日の高校生に「現地の文化や体制に適応してその社会に寄与することは非常に重要なこと」と述べた。
2005年3月、盧武鉉は三一節の演説で日本に植民地支配への明確な謝罪と反省、賠償を要求し、ついに対日強硬政策へと舵を大きく切り直した。丁度この時期は小泉首相が靖国参拝を続け、かつ国連の常任理事国入りを目指しており、韓国では反日デモが起こる等国内での反日感情が増幅していた時期であった。しかし演説への論評を求められた当時の小泉首相は、盧武鉉の発言は「国内向け」と応じて取り合わなかった。両者の亀裂は決定的なものとなり、盧武鉉は「外交戦争も辞さない」というきわめて強い表現で日本への批判を続け、最終的には小泉の靖国神社参拝を理由として首脳会談を中止した。北朝鮮による拉致が明らかになることで日本の世論は小泉支持に変わっていった。盧武鉉は日韓首脳会談で靖国神社について「過去の戦争を誇り、栄光のように展示していると聞いている」と述べ、続けて「（靖国神社は）過去の戦争と戦争英雄を美化し、これを学んだ国が隣りにあり、こうした国が膨大な経済力と軍事力を持っている。（韓国など）その近隣国が過去に何度も苦しめられたことがあるならば、国民は未来を不安に思わざるを得ない」と強い懸念を示し、日韓シャトル外交も以後中止となり、盧武鉉は退任までにシャトル外交に出席しなかった。数ヵ月後には小泉は靖国参拝は「不戦の誓い」だと主張、これに対し盧大統領は「いくら小泉首相の考えを善意に解釈しようとしても韓国の国民には決して受け入れられないだろう」と言明した。
2005年4月、盧武鉉がドイツを訪問し日本の国連常任理事国入りに反対を表明し（一方でドイツの常任国入りは支持すると発言）、更に日本をナチス・ドイツと同様に批判しようと共同宣言を持ちかけるも、ドイツ政府から猛批判・猛反発を受け相手にされなかった。ホルスト・ケーラー大統領との会見では事前に「日本が過去を清算しないことについても話したい」との申し出を行ったが、ドイツ側からは「現在の重要なテーマを優先する」とかわされた。またゲアハルト・シュレーダー首相との会談でも、同様に平行線で終わった。こうした頑なな姿勢に対しては、独韓議連のメンバーからも疑問の声が上がったという。
2005年の8月15日（光復節）の3日後の18日に、親日派財産を取り戻すための汎政府機構である「親日反民族行為者財産調査委員会」が本格発足した。
2006年4月25日に盧武鉉は特別談話を発して、日本にこれ以上の新たな謝罪を求めないとしながらも、幾度か行われた謝罪に見合った行動を求めた。

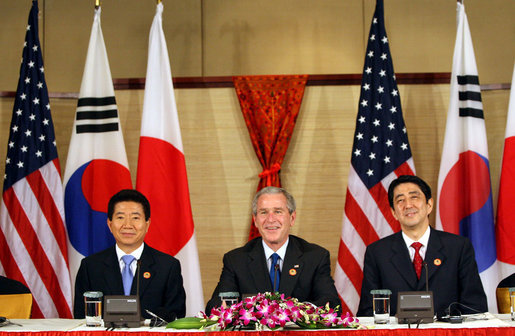
2006年のAPEC首脳会議時の日米韓3か国会議にて、ジョージ・W・ブッシュ、内閣総理大臣の安倍晋三と（役職はいずれも当時）

2006年4月、日本が竹島（韓国名:独島）周辺の日本の排他的経済水域および領海内で海洋調査を実施しようとした際には、「武力行使もありうる。国際法上合法だというならば、そんな国際法に意味はあるのか」と日本側をけん制し、調査を中止に追い込んだ。その上で、7月5日には、日本側の抗議を無視し、一方的に竹島周辺海域で海洋調査を行った。一連の動きは露骨な対決姿勢の表れとみなされ日本との外交関係は更に悪化した。同日に北朝鮮が行ったミサイル乱射に対しても両国は連携できず、国連安保理での制裁議論に際しても日本は韓国に対する配慮を行わなかった。
2006年10月9日、小泉のあとを受けて首相に就任した安倍晋三とのあいだで約11カ月ぶりに日韓首脳会談が行われた。しかし盧武鉉は同日に北朝鮮による地下核実験があったにも関わらず、会談時間の半分近くを歴史認識問題に割いたために両国の溝は埋まらず、共同文書の発表に至らなかった。
2007年1月、盧武鉉が前年にハノイで行われた安倍との会談の席で、日本海呼称問題の解決のために日本海（韓国名「東海」）を、日韓どちらの名称でもなく新しく「平和の海」と呼称するよう提案し、即座に拒否されたことが報じられた。この提案は政府内の調整を経ておらず、国際社会に「東海」への改名を働きかけている韓国官民の努力を無にするものであると保守派・右派を中心に非難された。
2003年に、俳優・草彅剛との対談を行った時は、両国で生中継された。ここで草彅剛が韓国の日本文化開放計画について聞くと、盧武鉉大統領は全面開放を約束し、実際に盧武鉉政府で日本文化は一部の分野を除き全面開放される。

##### アメリカ
盧武鉉は大統領選挙の前から反米主義で知られていたが、事実彼は竜尾主義を掲げた。それは選挙戦の間も不利な条件とはならなかった。特に2002年には、在韓米軍による女子中学生死亡事故と、北朝鮮に対するブッシュ米大統領の強硬姿勢によって反米機運が高まっていた。盧武鉉の当選は反米路線であるが故ともされている。盧武鉉は大統領に当選する前「反米だからどうだと言うのだ？」と述べ、それは盧武鉉への支持に繋がると同時に、多くの国民に彼がアメリカとの関係に独立した一線を導くと信じさせた。しかし、これは歪みで、元の映像を見ると直後に自分が話すことができて反米ではないと訂正する。

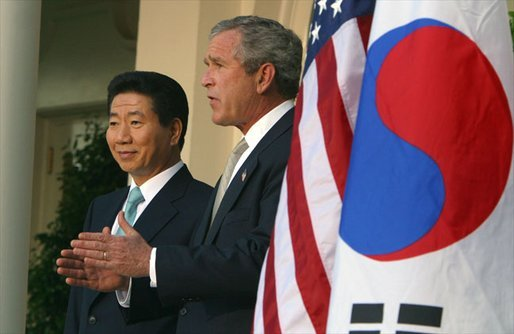
2003年5月、ホワイトハウス訪問時の盧武鉉

盧武鉉はこの否定的なイメージを覆すべく、初訪米の際に「もし53年前にアメリカが韓国を助けなかったら私は今ごろ政治犯収容所にいたかもしれない」と言った。事実、盧武鉉個人の性向もあっただろうが、当初から、イデオロギー的に米国の共和党と韓国民主党の相性が合わないこともあった。
そしてこのような一環として盧武鉉がアメリカのイラク戦争を支持して軍を派兵する事を決めた時、多くの国民は裏切られたと感じた。あくまでも平和維持任務であることを説き、北朝鮮の核危機を解決するにあたり、アメリカの支持を得るために派兵が必要なのだと主張したが、反対勢力は盧武鉉をアメリカの傀儡と非難した。イラクに派遣された韓国軍は3260人に及び、これは英米以外で最大の規模である。
アメリカとの関係は、北朝鮮の核危機が進むにつれ悪化した。アメリカは、韓国の宥和政策はアメリカの強硬政策と両立せず、韓国による北朝鮮への経済援助が、北朝鮮の頑なな態度を強化させて交渉のための協調を傷つける、と繰り返し主張した。
2006年3月、韓国はアメリカとの自由貿易協定（FTA）締結に向けた交渉を開始すると発表した。盧武鉉の元経済政策助言者を含む多くは、政府があまりにも拙速であり韓国経済に否定的な影響を与えると懸念を表明した。そのような反対にも関わらず、盧武鉉は繰り返し自由貿易協定を支持し、それが韓国経済に良い影響を与えると主張した。

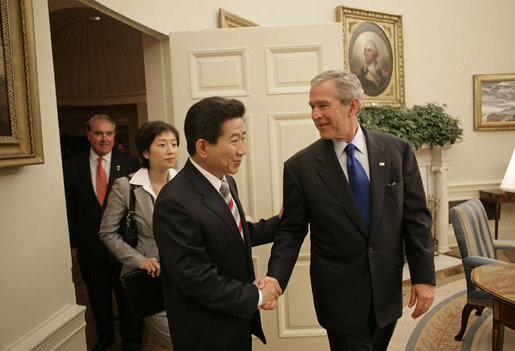
2006年9月14日、ホワイトハウスにて、ジョージ・W・ブッシュと

アメリカとの伝統的な関係が変化する過程で、戦時作戦統制権の移譲問題が浮上した。盧武鉉はこの問題を「自主国防」という視点で捉えて積極的に推進した。アメリカは当初、韓国にその能力が整っていないと消極的だったが、盧武鉉が「作戦統制権こそ自主国防の核心、自主国防こそが主権国家の花」と政治テーマに掲げて自国のメディアに喧伝するにつれ、積極姿勢に転じた。これは、韓国が自国の防衛に主要な責任を持つことはアメリカにとって損とならず、北朝鮮の侵攻を抑止するために朝鮮半島に固定された在韓米軍を抽出して、他の目的に再活用し得ると意識されたことが大きいとされる。冷却化する米韓同盟に危機感を覚えた歴代の国防長官や退役軍人などの一部が、尹光雄国防長官に戦時作戦統制権の返還推進を中止することを求めたが、この意見は容れられず、10月の米韓定例安保協議会（SCM）で、移譲が正式に決定した。これにより、現在まで韓国の安全保障を担保してきた米韓連合司令部は近い将来に解体され、韓国防衛における在韓米軍は副次的地位に引き下げられることとなった。
2006年9月14日（日本時間15日0時）、盧武鉉は欧州歴訪についでアメリカを訪問し、ブッシュと6回目の首脳会談を行った。冷却化する米韓関係を象徴するようにアメリカのメディアの扱いは冷淡であり、同日付のニューヨーク・タイムズ紙では「米韓関係はここ数ヶ月で『日本海ほど広がった(as wide as the Sea of Japan)』」と評された。また、会談後の共同文書の発表に至らず、一つの時代の終わりと、同盟構造の解体を視野に入れた「白鳥の歌」を世界に知らしめることとなったと評す者もいた。
2007年11月7日、訪韓したロバート・ゲーツ国防長官を接見した際に「アジア最大の安全保障上の脅威はアメリカと日本」と発言した。ロバート・ゲーツは2014年に出版した回顧録『Duty: Memoirs of a Secretary at War』で、この発言を明かしたうえ「anti-American」「a little crazy」と評した。
保守的なマスコミは政治的利害関係により、反米左翼政権というフレームをかぶせ、そこに嵌る人事の文脈を無視したインタビューや主観的解釈だけを報道する傾向があるが、支持層や一般大衆の間で大きく通用される認識ではなく、フレームに閉じ込めれば、彼の人気がどこから来るのか理解できず、奇妙な誤判をするしかないだろう。後述するように盧武鉉はリンカーン伝記まで書いた唯一の大統領だ。反米、親米色論よりも竜尾主義を選択し、他国との関係においても、現実主義に基づく自走派とみるほうが理解しやすい。
ジョージ・W・ブッシュが2017年盧武鉉の墓所を参拝し、故人を称える演説を行った。

##### 北朝鮮
北朝鮮に対しては金大中の太陽政策を引き継ぎ、関与政策と包容政策を継続した。2004年11月にはロサンゼルスで「核とミサイルが外部の脅威から自国を守るための抑制手段だという北朝鮮の主張には一理ある」と述べ、北朝鮮の主張に理解を示した。経済破綻状態にある北朝鮮を安定させるべく、肥料や米などの物質的支援、開城工業団地や金剛山観光開発といった経済的支援を行い、北朝鮮への圧力を強めるアメリカと意見の違いを見せた。
このような盧武鉉の配慮にも関わらず、北朝鮮は2006年7月5日、ミサイルを発射し、盧武鉉の立場を苦しいものとした。しかし、7月9日、政府見解として「果たしてわが国の安保上の危機だったか」「（政府対応が遅れたのは、国民を不安にしないために敢えて）ゆっくり対応した」「敢えて日本のように夜明けからばか騒ぎを起こさなければならない理由は無い」などと、国際社会の見方とは非常に大きな隔たりのある見解を発表し、韓国国内からも批判を受けた（当時、着弾海域付近では韓国漁船が操業していた）。日本政府が国連安全保障理事会へ北朝鮮への制裁決議案を提出した事については強い警戒感を示し、包容政策を継続する韓国政府と、制裁論に向かう日本政府との間で明白なズレが生じた。
7月13日には第19次南北閣僚級会談が決裂。「南は北の先軍政治の恩恵をこうむっている」という恩を仇で返される言葉をもらい、宥和政策の行き詰まりを示す出来事となった。それでも8月15日の第61周年光復節では「決して容易なことではない」としながらも、北朝鮮が過去に行った戦争や拉致を赦すと演説し、宥和的姿勢を維持した。そして同時期に発生した北朝鮮の水害に対する援助として、米、セメント、重機などの支援を行った。
10月9日、北朝鮮は「核実験実施」を発表した。それを受けて国連安全保障理事会は2006年10月15日に制裁決議を採択した。一時は与野党代表や歴代の大統領経験者を集めて意見を聴くといったふらつきを見せたが、その後は従来の路線に立ち戻り、アメリカから求められた対北朝鮮への制裁拡大に同意しないなど、なおも宥和姿勢を継続する意思を明らかにした。

##### 中国
「北東アジアバランサー論」に沿って、中国との接近を図った。北朝鮮の核開発問題では宥和的姿勢で協調し、また靖国神社問題や歴史教科書問題では暗黙の共闘を演じた。2006年11月には、自由貿易協定（FTA）締結に向けた交渉を始めることで合意している。
中国の推進する東北工程では高句麗を古代中国の地方政権と見なし、これを自国の歴史の一部であるとする韓国側と意見の相違がある。2004年には、中国外交部がこれまで韓国の歴史として紹介していた高句麗の記述をホームページから削除し、韓国政府がこれに抗議するという騒ぎが起こった。しかしその後、両国外交部の間で「民間レベルの学術討論で解決していき、政治問題としない」という口頭の合意を交わして関係の修復を図った。この合意は2006年10月に盧武鉉が中国を訪問した際にも、胡錦涛国家主席との間で再確認された。

### 大統領退任後
退任後は故郷に戻り、金海市の生家近くに新居を建設した。同時に烽下村で合鴨農法により米を生産し、2009年にはその創始者の古野隆雄を接見した。

#### 不正献金疑惑
退任後、盧武鉉の側近・親族が相次いで逮捕された。2008年11月、盧武鉉政権の側近の一人が贈賄容疑で逮捕された。また、兄である盧建平が証券会社「世宗証券」の買収を韓国農協幹部に働きかけ、約20億ウォン（約1億3000万円）相当の見返りを得ていた疑惑が浮上し、後に逮捕されたが、盧建平は、逮捕されるまでは「ポンハ大君」「大先生」「慶南大統領」と呼ばれていた。2004年に朴淵次・泰光実業会長に対して、慶尚南道知事補欠選挙に出馬したヨルリン・ウリ党候補を全面的に支援するよう要請し、8億ウォン（約5700万円）を提供させた。2005年の4・30補欠選挙では、5億ウォン（約3600万円）を同じように提供させた。2006年1月には農協による世宗証券の買収にも介入し、30億ウォン（約2億2000万円）近い裏金を自らの懐に入れたことも判明している。2009年8月25日、盧武鉉の秘書官が大統領特殊活動費を着服したことや盧武鉉の支援者から金品を受け取ったことで横領と収賄罪で懲役6年の実刑判決を受けた。
さらに盧武鉉自身も捜査対象となり、2009年4月30日には韓国最高検察庁が合計600万ドル（約6億円）を超える不正資金疑惑について、包括収賄罪の容疑で本人に事情聴取を行なった。

### 自殺
盧は2009年の飛び降り自殺の2カ月前に「政治、するな」「得られるものに比べ、失わなければならないものの方がはるかに大きいから」「大統領になろうとしたのは間違いだったようだ」などと韓国大統領になったことを後悔する文章を残した。
検察による聴取の後、拘束か在宅起訴をめぐって検察が1ヵ月近く結論を下していなかった同年5月23日早朝、慶尚南道の金海市郊外の烽下村にある自宅の裏山のミミズク岩と呼ばれる岩崖から投身自殺を図り、頭部を強打するなどして3時間後に梁山市の梁山釜山大学病院で死去した。62歳没。先の事情聴取から1ヶ月足らずの出来事であり、韓国の報道機関は一般の番組を中断して特別報道番組を組むなど、韓国国内に大きな衝撃を与えた。
これに際して、盧が常用したとされるPCから、本人が書いたと思われる遺書が発見され、その全文が公開されている。「非常に多くの人に面倒をかけた。（以下略）」と、上記の贈賄疑惑に関する心境が書かれていた。尚、その内容については、全文公開以前の側近により一部公表されていたものとは、大きく文面が異なる部分もあった。
韓国国民の56%が、李明博大統領（当時）は盧武鉉前大統領の死について謝罪するべきだとした。6月3日には、学界からはソウル大学教授124名が李明博大統領に謝罪を求める宣言文を出し、中央大学教授68人も謝罪と総辞職を求める宣言を出した。同日、林采珍検察総長が辞表を提出することとなり、「原則と正道、節制と品格に基づいた正しい捜査、政治的不公正論争のない公正な捜査で、国民の信頼を一段階高めようとしたが、力不足だった」などとした声明も出した。

#### 葬儀
盧武鉉前大統領の死去に対する韓国社会の反響は大きく、遺体が安置された慶尚南道金海市郊外の烽下村には連日多数の弔問客が詰め掛け、死亡当日の5月23日から28日までの6日間の弔問客の数は100万人を超えた。韓国の大手サイト（ネイバー、ダウム、ネート、Yahoo!、Google、MSN）では、トップのロゴを白黒に差し替え、特設ページも設けた。また、エヌシー・ソフトは5月29日の10:00から17:00（UTC+9）まで全てのゲームのサービスを一時停止とし、オンラインゴルフゲーム『スカッとゴルフ パンヤ』も白黒背景と献花に差し替えた。
一方、韓国政府は、5月24日の臨時閣議で、盧前大統領の葬儀を国葬に次ぐ格式の「国民葬」として執り行うことを決定し、国民葬の期間を23日から29日の7日間に定めた。5月26日、韓国行政安全部が告別式の日時と会場を正式に発表した。
告別式は、5月29日午前11時頃、ソウル中央部にある景福宮の興礼門前庭で執り行われた。盧前大統領の遺体は、同日午前5時頃、烽下村にある安置場所を出発し、ソウルの葬儀会場に移送された。告別式には、李明博大統領夫妻や金大中、金泳三の両元大統領、各界の要人、外国の使節ら約3,000人が参列した。日本からは、特派大使として福田康夫前内閣総理大臣が参列した。共同葬儀委員長は、当時の首相の韓昇洙と、盧武鉉政権下で首相だった韓明淑が務めた。
告別式を終えた葬列は、徒歩でソウル広場に移動し、午後1時30分、出棺の際に路上で行なう祭祀である「路祭」が執り行われた。多くの市民が追悼に詰め掛け、警察の推計では約18万人が集まった。ソウル広場を出発した葬列は、多数の市民が見守る中、ソウル駅へ向かった。午後6時5分頃、遺体が水原市に到着し、故人の遺言により火葬された。5月30日午前1時40分頃、遺骨は烽下村に戻され、烽火山にある浄土院の法堂に安置された。四十九日後に、自宅の裏山に葬られた。

## 退任後の評価
2017年4月、韓国の世論調査で48.7%の圧倒的な支持を得て、歴代大統領の中で好感度1位に選ばれた。
2017年5月20～22日に世論調査専門機関リサーチビューが行った歴代大統領の好感度調査（歴代大統領から最も好感を持つ人を1人だけ選ぶ調査）で54.2％を記録し、盧武鉉を最も好感を持つ元大統領に選んだ人が半数を超えた。全国の全ての地域（首都圏（ソウル・仁川・京畿道）、忠清（大田市・世宗市・忠清北道・忠清南道）、湖南（光州市・全羅北道・全羅南道）、大邱・慶尚北道、釜山・蔚山・慶尚南道、江原道、済州道の7つの区分で1位となった。世代別では20代-50代で1位となった。20代は73.7%、30代は72.0％、40代は72.8%、50代は46.1%が盧武鉉を選んだ。
2019年韓国ギャロップ調査でも尊敬する人物3位に選ばれた。
2023年韓国ギャロップ大統領調査で１位を記録した。

## 発言
大統領就任後の発言集。

### 2004年
- 3月...(韓国のテレビにて兄の盧建平が大宇建設の人事に介入したとの疑惑が浮上すると)｢大宇建設の社長のように良い学校を出て、成功された方々が、田舎にいる大した事のない人の所へ行って、頭を下げてお金を与えるそのようなことは今は無くなってほしい。｣

大宇建設社長だった南相国は、この言葉に傷付けられて漢江に身を投げて自殺した。盧武鉉大統領は、後の自叙伝で、故人になった方に何とも申し上げる言葉はないと言って容赦を求めて自分の発言を後悔したりもした。

### 2006年
- 1月25日…「韓国国民感情考慮すべき」今後も靖国参拝の中止を求めていく考え
- 1月25日…「対北圧迫・崩壊の解決策ならば韓米間に隔たり生じる」
- 1月28日…アメリカ合衆国の対北圧力に公式に警告
- 3月1日…「日本は人類の道理に従い行動し国際社会の信頼を確保すべき」
- 4月14日…「韓国人は失敗したことがない」
- 4月29日…「北の核開発は防御のためであって、先制攻撃用ではない」
- 5月3日…「日本は中国のマネをして天皇をつくったため、その下に王が必要になって琉球や韓国を王にし、自分は兄貴風を吹かしてきたが、中国を兄貴と思ってきたわれわれにはこれはとんでもないことだ」
- 5月9日…「北朝鮮に大幅な譲歩をしたい…いつどこでどのような話でも構わないので会って話をしよう」
- 5月8日…「韓国の経済人たちは無から有を創造した」
- 5月14日…「中日間で自分を守るため強い軍事力必要」
- 5月14日…ドバイの経済人との夕食懇談会の席で、ドバイの都市建設を賞賛しながら「世界中からたくさんの人が訪れる万里の長城やピラミッドも、結局は戦争による抑圧と搾取の結果として積み上げられた、他人の苦痛を担保にした不道徳な遺跡といえる」[109]
- 5月16日…アナン国際連合事務総長の前で日本を正面から批判「独島は日本が日露戦争当時に強制的に占領したもの」
- 5月18日…「相手を尊重し譲歩することで合意を実現する寛容の文化を育てるべき」
- 5月19日…「優越感と劣等感が混在している日本の行動が、北東アジア秩序に不安要因になっている」
- 5月29日…「北朝鮮が核を開発するのは、先制攻撃用ではなく防御用」
- 6月2日…「選挙に負けたのかもしれないが、私には重要なことでない」
- 6月12日…（統一地方選での責任問題に対して）「私が平常心を保つことで、国民が安心するのではないか」[110]
- 6月16日…「南北統一は連邦制よりも経済・文化から」
- 6月22日…昼食会に招いた海洋警察庁の警察官を激励して「日本が挑発できない国防力を持っている」「東海で突発事態の時に対応できる程度の戦力をそろえる」
- 6月25日…「ユギオが来ると日本の侵略思い出す」「南北関係では安全と平和が最優先」
- 7月11日…「日本の態度は、北東アジアの平和に尋常でない事態を招く可能性がある」
- 7月11日…「ミサイル発射はアメリカに譲歩を要求する政治的行為」
- 7月11日…（アメリカの金融制裁措置に対して）「偽ドルを製造した証拠を出さないで、帳簿を要求するようなもの」
- 7月11日…（北朝鮮への態度について）「アメリカは友邦なので厳しく責めることは出来ないが、日本とは対決しなければならない」[111]
- 7月13日…「親日派の財産調査は遅かったが幸いだ」[112]
- 7月15日…「アメリカが韓国を北東アジアの平和を担うポストにつけてくれれば助けとなるだろう」
- 7月19日…（米日の追加制裁の動きに対して）「過度に対応し不必要な緊張と対決局面を作り出す一部の動きは問題解決の役に立たない。」[113]
- 7月25日…「アメリカが失敗したと言ってはいけないか？」
- 8月6日…「私を無視するな、私が復活する日が来ないとも限らない」
- 8月9日…「日本だけをモデルに成長していくわけにいかない」
- 8月9日…「戦時作戦統制権の移譲時期は2009～2012年の間、今すぐでも構わない」
- 8月10日…「アメリカの言うとおりに、韓国大統領が“はい、はい”というのを韓国国民は望んでいるだろうか」
- 8月13日…「私が何を間違ったのか分からない」[114]
- 8月13日…「個人的にブッシュ大統領は、私のことが好きだ」[115]
- 8月13日…「アメリカが北朝鮮を見る視覚は文明が野蛮を見る視覚のよう」[116]
- 8月15日…「米軍の統制権行使は違憲」[117]
- 8月27日…（保守系メディアが大統領を批判することに対し）「メディアを先進国水準にすべく今頭を悩ませている」[118]
- 8月29日…「（就任後）3年半になったが私の記憶には世の中が騒がしかったという記憶しか残っていない」[119]
- 9月26日…（2つの人工衛星の成功に際して）「地球を征服したような快感がある」[120]
- 9月28日…「6カ国協議は、アメリカの金融制裁が原因で中断している」
- 10月9日…（太陽政策に対して）「見直さなければならない」（のちに撤回）
- 10月10日…（北朝鮮による核実験に対して）「こんな小さな問題」[121]
- 11月20日…（北朝鮮による南侵に対し）「われわれはかつて植民地支配を受け、その後内戦まで行うという波乱の道を歩んできた」[122]
- 12月7日…「北朝鮮が負け戦を仕掛けるはずはない」[123]
- 12月22日…（軍関係者の統制権委譲への反発に対し）「電話機も車も船もうまく作れるのに、なぜ作戦統制権だけ行使できないのか」[124]
- 12月22日…「最近、わたしは妻と2日に1度は口げんかをする。妻が新聞を読めと言うんだ」[125]
- 12月22日…「（高首相起用は）むしろ私と盧政権に参加した人が仲間外れになるような体制になった」[126]
- 12月24日…「（徴兵制度に対して）人間を腐らせる」[127]

### 2007年
- 1月3日…「（自分に対する）国民の評価は良くあってほしいという気持ちがあった。難しいことだと思っていたが、昨年中に完全に放棄してしまった」[128]
- 1月4日…「侮辱するのか。言葉を選べ」（李龍得韓国労総委員長に）[129]
- 1月11日…「憲法改正に必要ならば離党も検討」[130]
- 2月28日…「北朝鮮が攻撃を受けてもいないのに、核兵器を先制使用すると考えるのは精神病患者だけ」[131]
- 2月28日…「税金が高いなら、安いところに引っ越せばよい」[132]
- 3月1日…「韓国は歴史的に他国に害を及ぼしたことない」[133]
- 3月2日…「62年ぶりに作戦統制権が韓国軍の手に戻るのは韓国軍が地道に実力を向上させてきた結果であり、韓国軍の地位を立て直すこと」[134]
- 3月13日…「利益にならないFTAは締結しない」[135]
- 3月13日…「失敗はしたが政策は遂行した大統領として記憶してもらえないか」[136]
- 3月14日…「何よりも歴史的真実を尊重し、これを支える実践が重要だ」[137]
- 3月20日…「離党しようが入党しようがいつも通りの信念をもって行うべきで、選挙を控え党内選挙で不利だからと離党するのは、基本的に民主主義の原則にそぐわない」[138]
- 3月25日…「北朝鮮をわたしたちの敵とし、その心痛にいつまで耐えようというのか」「朝鮮戦争は国民たちには忘れることのできない出来事だが、昔のことにこだわるあまり開くべき未来への道を閉ざそうというのでは損害を被るだけ」「北朝鮮に厳しく対処していないと言うが、この程度の支援は必ずしなければならないもの。それは未来に対する投資だ」[139]
- 4月15日…「日本が前向きに解決すると信じて争点化しないようにしてきたが、期待は外れた」[140]
- 4月15日…「日本がこれまで示してきた過去の歴史に対する反省の意をそのまま受け入れるとしても、これに相応する実践が伴わなければ真剣さを疑われることになる」[141]
- 4月15日…「北東アジアの平和・安保のメカニズムを新たに作るためにアメリカの役割が強調されなければならない」[142]
- 4月17日…「なぜ政治的負担がほとんどないこの時期にかたくなに憲法改正を拒み、実質的に多くの負担が予想される時期に持ち越そうとするのか、まったく理解ができない」「わたしは韓国社会の公論が政治を殺していると考える」[143]
- 4月19日…「成熟した民主主義のためには寛容と責任の政治が必要だ」「壬辰倭乱（文禄・慶長の役）以来数百年にわたる挫折の歴史を乗り越え、民衆が初めて勝ち取った勝利の歴史だ」[144]
- 4月29日…「（留保の決定は）大変残念なことであり、今でも憲法改正を支持している人、支持世論作りに努力してくれた人に面目ない」「わたしはこうして整理をつけることも、立派な妥協の政治だと考えている」「政治は死にゆこうとしている。この問題をめぐる政界の態度を見ていると、大義などはなく、ただ政略と打算だけだった」[145]
- 5月2日…「なぜ『ハンナラ党の惨敗』といわれるのか。むしろ開かれたウリ党の実質的な敗北とも言える面が見過ごされているのではないか」[146]
- 5月15日…「国と民族の未来に向け大きな一歩を踏み出す歴史的な事件」[147]
- 5月17日…「忍耐強く着実に信頼を築いてきた結果。歴史が再び平和に向け大きな歩みを踏み出す重要な契機となるだろう」[148]
- 5月18日…「今でも政治に地域主義が残っていることは隠せない事実」「光州市民が5年前に嶺南（慶尚道）出身の自分を大統領に選ぶという立派な決断をした」[149]
- 5月24日…「和合と共生を実践してきた仏教界が先進韓国作りに中心的な役割を果たすものと信じている」[150]
- 5月25日…「世宗大王時代の15世紀前半、世界で約50の科学発明があった。韓国が22、中国が3、日本が1～2だった。国力がどの時代よりも強く、北東アジアの平和が維持できた」[151]
- 5月25日…「いまだに北東アジアでは軍備競争（の現実）があり、われわれも傍観しているわけにはいかない」[152]
- 5月25日…「本当にこんな良い船が我が国に必要なのか、つくづく考えてみた」「我が国はいつまでも北朝鮮といがみ合ってばかりいるべきではないのでは」[153]
- 5月29日…「何か事件が起こるとスケープゴートを要求する風土が心配だ。事が起きるたびに辞任していたら、誰がやりとげられるのか」[154]
- 5月29日…「メディアが法外な特権を主張し続けるならば、政府としても原理原則通りにする用意がある」[155]
- 5月30日…「南北は統一に向かうまで、競争や対決を乗り越え手を差し伸べ、寛大に耐えてお互い譲歩しながら協力し続ける必要がある」[156]
- 5月31日…「北朝鮮に対し包容政策を行っているが、北朝鮮に要求すべきことは要求する必要がある」[157]
- 6月2日…「7%の経済成長を叫ぶ人々が、無理な浮揚策を用いて経済危機でも招くのではないかと不安」「まともな人にどんな注射をして何の薬を飲ませようとするのか、不安にはならないか」「ぱっとしない政権がもたつこうとも、大きな危機さえなければ韓国経済はうまく回っていくだろう」[158]
- 6月2日…「趙己淑先生も一度討論してみたいと思われるでしょう。わたしもそうなんですが、これを憲法のやつが邪魔するんです」「精神状態がまともな人が、いったい大運河の話（李明博候補の公約を指す）など真に受けるだろうか」[159]
- 6月2日…「（自身のこれまでの歩みは）全部本に書いてあるので、そこから盗用するのだろう」「列車フェリー計画など（自身の政策である）物流ハブに比べれば、何の意味も持たない」[160]
- 6月2日…「自分には人を見る目がなかったのではないか…」「（民主労働党を指して）創造的な政策立案能力に欠ける」「百歩譲ってほかの（与党圏の）候補者らとは過去の縁もあるが、孫鶴圭氏がなぜ与党圏なのか。これは政府に対する侮辱」「（自分自身を指して）課長級大統領のときもあったが、世界的大統領だと思う。国民参加政府の国家発展戦略は、21世紀型国家戦略の模範」「強者が主導するとおりに従えば、すべてが良くなるという考えが基本にある。保守も連帯するが、ひそかに癒着する」[161]
- 6月2日…「（ハンナラ党政権が誕生する可能性について）いったいどんなことが起こるのか、考えただけで恐ろしい」[162]
- 6月2日…「（李明博の全国大運河構想について）まともな者がそんなことには投資するものか」「（朴槿恵を指して）韓国の指導者が独裁者の娘などといわれては困る」[163]
- 6月3日…「なぜ良心に欠けた報道が続くのか。記者室がある日本は報道の自由度ランキングで51位、同じくアメリカは53位なのに対して、参与政府は31位だという事実を、何故報道しないのか」[164]
- 6月4日…「アジアがともに反映していくためにはお互いの多様性を尊重し、これを受け入れるという開放的な姿勢が必要」[165]
- 6月5日…「大統領の政治活動を禁じる国は世界中どこにもない」「総体的・総括的に政府をそしり、盧武鉉政権が国を台無しにしたと発言するから、ハンナラ党が政権を取ればどうなのかと批判した」[166]
- 6月6日…「親日派の反民族行為の真相を明らかにして歴史の正義を正し、先に旅立った人々の恨みをはらすことにも最善を尽くす」「子どもたちが国と民族に献身することを当然で誇らしいことと考えるよう導いていかなければならない」「自らを守れる力をつけ、独裁がよみがえることは想像もできないほどの、世界から認められる民主人権国家になった」[167]
- 6月9日…「（盧大統領の演説内容に対し中央選挙管理委員会が公職選挙法第9条に定められた公務員中立義務条項違反と決定したことについて）どこまでが選挙運動で、どこまでが選挙中立、政治中立なのか。あいまいな構成要件は違憲だ」「（大統領は政治活動を行っても構わない、大統領の政治活動は例外とすると）公務員法でそのように定めておきながら、選挙には中立であるよう求めている」「政治に中立でないが選挙には中立になれる方法がどこにあるのか」「攻撃してくる人やその人の道徳的信頼性、論理的信頼性、政策力の信頼性を攻撃するのは当然のことだ」「（中央選挙管理委員会が選挙中立義務違反を決定した根拠となる法制度について）世界に類がない偽善的な制度」[168]
- 6月10日…「6月民主抗争は韓国の民主化実現における決定的な契機となった」「保守勢力に勝つという名分で地域主義を復活させたり機会主義を許してはならない」「反独裁の民主化闘争の時代は終わり、これからは保守勢力を民主的競争の相手として認め正々堂々と競争するべきで、対話と妥協、承服の民主主義を発展していかなければならない」[169]
- 6月16日…「わたしは国民が望むことを公約し、約束を守っている。歴代のどの政権、世界のどの政府と比較しても堂々と示せる成果がある」「（経済危機論に対して）経済の失敗や民生破たん、総体的な危機という主張こそが悪意のある中傷、謀略だ。10年前に韓国の経済を台無しにした人々の謀略だ」[170]
- 6月22日…「朝鮮半島平和定着のためには何より朝鮮半島の非核化を早期に実現すべきだ」「半世紀にわたる休戦体制を平和体制に転換させ、米朝、日朝間の国交正常化を促進させていく必要がある」「北東アジアの未来のために解決すべきもう1つの課題は韓日中の歴史問題だ。何よりもまず、日本の認識と姿勢が変わらなければならない。過去を心から反省し、これまでの謝罪を実践することで、2度と過去のようなことを繰り返さないという意志を明示する必要がある」[171]
- 6月22日…「（済州道海軍基地の建設問題について）平和の島になぜ軍事基地が必要かという人もいるが、非武装平和は未来の理想であり、武装なくして平和を守ることはできない」[172]
- 6月25日…「絶えず相手を警戒し敵対する感情をあおっては信頼を築くことはできず、和解と協力の対話も実現できない」「われわれは朝鮮戦争が残したつらい教訓と参戦兵士たちの犠牲を記憶にとどめた上で、未来に向けて過去を克服し敵対感を解きほぐす努力をしている」「（北朝鮮核問題について）平和の道に確実に足を踏み入れた。南北共同声明につながる6カ国協議合意は、核問題の解決を超え、朝鮮半島平和体制と北東アジアの多者間安全保障体制の構築にもつながる重要な道しるべとなる」「いつまでもアメリカに依存するわけにはいかない」[173]
- 6月26日…「小川にいる人はいつもガキ大将ばかりではない。小川から時々竜が出たり鯉が出たりできるようにコースを設定する」「低所得層に入学の機会を与えることはともに生きていく我々の社会の道徳的価値」「貧乏で大学に入れずに貧乏が代々続く悪循環を阻まなければならない」[174]
- 6月27日…「平和の島、済州がユネスコの世界自然遺産に登録されたことを、全国民とともにうれしく思い、済州道民のみなさんにも格別なお祝いのメッセージを捧げたい」[175]
- 6月…（ハンギョレとのインタビューで、南北首脳会談の可能性について）「前任の社長が発行した手形を後任の社長が決済すると考えればいい。わたしの残りの任期が2カ月だろうが、3カ月だろうが、（北朝鮮に）出掛けて判を押して合意すれば、後任（の大統領）も拒否できない」[176]
- 7月1日…「北朝鮮は平昌を支持しており、2014年にはかなり安定した南北関係の土台の上で大会を開催することができる」「平昌開催までの過程で南北間がさまざまな協力を実現し、平和と協力の五輪精神が南北間にも広がれば、朝鮮半島平和の雰囲気がかなりの速度で促進できる。それがひいては北東アジアと世界平和の機会となり、全世界、人類に肯定的な平和のメッセージを与えることになる」「わたしは必ず大会開催に成功するという国民との約束を、オリンピック委員たちに伝えるためにここへ来た」[177]
- 7月2日…「2014年なら南北（韓国・北朝鮮）関係がかなり安定した基盤の上で大会を挙行できるだろう」「平昌が誘致に成功すれば（南北）同時入場だけでなく、単一チームで出場できるはず」「韓国は分断国家だが、マカオのバンコ・デルタ・アジア（BDA）問題が解決し、北朝鮮とアメリカが北朝鮮核問題を解決しようという強い意志を持っている」「平和と協力のオリンピック精神が南北間に充満すれば、韓半島の平和ムードを促進することになるだろう」[178]
- 7月2日…「オリンピックは韓国の発展や市民意識の成長に大きく寄与しており、五輪開催に対する韓国人の要望は非常に強い」[179]
- 7月5日…「（平昌のオリンピック招致失敗について）勇気のある人は、敗北の中でも新しい希望の芽を見いだす。敗北はあっても韓国は決して敗北しない」「すべての競争には敗北があり、賢明な人は敗北から新しい知恵を得る」「敗北ムードに長くとどまらないのが良い。早く忘れよう」[180]
- 7月11日…「われわれは北朝鮮が合理的に見えないときも、忍耐をもち北朝鮮を尊重することで少しずつ互いの信頼を築きつつある」[181]
- 7月17日…「憲法改正論議が幅広く進行されるのであれば、内閣制も多様な代案の中の1つとして、検討する価値がある」[182]
- 7月18日…「（平昌のオリンピック招致について）成功しなかった瞬間、激しい非難を覚悟していたが、誰も私を非難する人はいないようだ。国民の意識がこういうことを寛容に理解し激励するレベルになったためではないかと思う」「どんなことでも結果が出なければいろいろと非難を受けるものだが、今回はそういう言葉がない」「私の関心はいつも、成功して勝った人よりも、成功できなかった人に大きく傾いている」「何も上手くやっていないのに、なぜ失敗した人たちを青瓦台に招待して昼食会を開くのかと考えないでほしい」[183]
- 7月18日…「（江原道平昌郡の冬季オリンピック招致再挑戦に関して）江原道民とスポーツ界はもちろん、全国民の意向と力量を集め決定すべきだ」[184]
- 7月19日…「何かとある度に感情的対応へ向う軽薄な相互主義では、同問題を解決できない」「包容政策を受け入れ、実践しなければならない」「軍事的信頼醸成と共に経済協力を拡大し、南北（韓国・北朝鮮）連携を通じた北方経済時代を開いて行くべき」「北方経済時代が開けばベトナムの特需や中東の特需とは比べられない跳躍の機会が来るだろう」「今後ハンナラ党や候補らが一言投げかける形で適当に世論に便乗した後、後ほどになって有耶無耶にし、ひっくり返してしまうような公約ではなく、激しい討論を経て党論を集め、その党論に基づいた包容政策を公約として掲げる、といった手続きを取ることを期待したい」[185]
- 7月24日…「真実和解委員会の勧告は司法府の権威を尊重しながら再審の道を開こうというもの」[186]
- 7月24日…（ターリバーンによる韓国人拉致について）「今はうかつに楽観する時でもなければ、そうかといって結果を先に悲観する時でもない」[187]
- 8月8日…「1回だけの成果というよりは、次の政府の役に立つよう南北首脳会談の制度化と定例化の基盤を作り、南北関係の進展はもちろん、北朝鮮と国際社会の関係改善を支援することも重要」[188]
- 11月8日…「『湖南団結しよう』という言葉だけを重ねて、低級な戦略を使う全羅道の政治家たちと仕事をやってられない」[189]

## 年譜
- 1946年
  - 9月1日（陰暦で8月6日）、慶尚南道金海市進永邑にて父・盧判石、母・李順禮の三男として生まれる。本貫は光州盧。
- 1966年、釜山商業高校(現:開成高校)卒。
- 1968年～1971年、陸軍で兵役に就く。乙支部隊（第12師団）で小銃長。上兵で除隊。
- 1973年
  - 1月、権良淑と結婚。
- 1975年、司法試験合格（17期）。
- 1977年、大田地方法院判事。
- 1978年、弁護士開業。
- 1981年、釜林事件の弁護を担当。
- 1983年、来日。琵琶湖での日韓親善ヨットレースに参加。
- 1984年、公害問題研究所理事。
- 1987年
  - 6月、大統領直接選挙制を求める6月抗争を主導。
  - 9月、大宇造船事件。労働争議調整法違反、葬式妨害罪で逮捕される。弁護士資格停止処分。
- 1988年
  - 4月、第13代総選挙で当選（釜山東選挙区、統一民主党）。
  - 「第五共和国における権力型不正調査特別委員会」委員。
- 1992年
  - 3月、第14代総選挙で落選（釜山東選挙区、民主党）。
- 1995年
  - 6月、釜山市長選で落選。
- 1996年
  - 4月、第15代総選挙で落選（ソウル鐘路区選挙区、統合民主党）。
- 1998年
  - 7月、補欠選挙で当選（ソウル鐘路選挙区、新政治国民会議）。
- 2000年
  - 4月13日、第16代総選挙で落選（釜山北・江西乙選挙区、新千年民主党）。
  - 8月～2001年3月、海洋水産部長官。
- 2001年
  - 新千年民主党常任顧問、最高委員。
- 2002年
  - 4月27日、ソウル市の党内予備選（最終）で一位となり、盧武鉉が正式に新千年民主党の大統領候補に指名される。
  - 12月19日、第16代大統領に当選（新千年民主党）。
- 2003年
  - 2月25日、第16代大統領に就任。
  - 6月6日～9日、国賓として日本を訪問。
  - 9月、新千年民主党を離党。
- 2004年
  - 3月12日、国会で大統領弾劾訴追案可決。大統領職務停止。
  - 5月14日、憲法裁判所が大統領弾劾訴追案を却下。大統領職務復帰。
  - 5月20日、開かれたウリ党に入党。主席党員。
  - 12月17日、日韓首脳会談のため、鹿児島県指宿市を訪れる。
- 2005年
  - 9月14日、国連総会本会議で演説。
  - 11月12～19日、釜山APEC首脳会議。ホスト国として各国首脳と会談。
- 2007年
  - 2月28日、ヨルリン・ウリ党を離党。
- 2008年
  - 2月24日、大統領を退任。
  - 11月21日、側近3人衆の1人チョン・ファサムが盧武鉉が大統領在任中の収賄で逮捕[190]。
- 2009年
  - 4月30日、朴淵次泰光実業会長から100万ドルなどを受け取った疑いで釜山地検に4月11日出頭を求められ、調査を受けた[191]妻権良淑に関する検察聴取において、100万ドルの使途について、「借金の返済に充てた」とした上で、「その借金は返さなくてもよい自然債務だった」と供述していたことが明らかになった[192]。
  - 5月14日、ソウル中央地検、農協の世宗証券買収に関与し、数十億ウォンを受け取った容疑で起訴された盧武鉉の実兄盧建坪に懲役4年、追徴金5億7000万ウォンの判決。
  - 5月23日、烽下村にある自宅の裏山のミミズク岩と呼ばれる岩崖から投身自殺を図り、頭部を強打するなどして3時間後に死去した。

## 著書
- 『人が暮らす世の中』（1989年）
- 『おーい、ちょっと助けてくれよ-盧武鉉の告白エッセー』（1994年、自伝的エッセー）
- 『盧武鉉が見たリンカーン』（2001年、盧武鉉が尊敬するリンカーンに託して自らの政見を語ったものだが、政治的書物としての評価は高いと評価するものもあれば、低いと評価するものもある。）
- 『盧武鉉・常識または希望』（2002年、邦訳は(『韓国の希望盧武鉉の夢』)現代書館）
- 『盧武鉉のリーダーシップ論』（2002年、邦訳は『私は韓国を変える』〔朝日新聞社〕）
- 『新しい風、政治、働き手』（1989年、共著）
- 『明日を準備する今日』（1996年、共著）
- 『進歩の未来』（2009年執筆途中に死去し、その後、側近たちが終了して出版した。）

## 関連人物
- 文在寅 - 韓国第19代大統領。
- 柳時敏
- 金秉準
- 李海瓚
- 韓明淑
- 鄭東泳
- 李鍾奭
- 潘基文
- 金泳鎮
- 金槿泰
- ジョージ・W・ブッシュ

## 関連作品
- 『弁護人』 - 2013年公開の劇映画
- 『廬武鉉です（노무현입니다）』 - 2017年公開のドキュメンタリー映画[193][194]

## その他
スウェーデンの元首相のオロフ・パルメとカナダの元首相のピエール・トルドーを高く評価していた。尊敬する人物はリンカーン、金九。リンカーンについては著書もある（後述）。2016年の米国・イリノイ州スプリングフィールドにあるリンカーン博物館長の話によると、リンカーン関連著書を書いた世界唯一の大統領だという。一時趣味はヨット。大統領就任以前、スクールで学ぶために来日したこともある。
1980年代の弁護士時代の盧武鉉をモデルにした映画『弁護人』が2013年12月に韓国で封切りされ、1100万の観客を集めた。2016年11月には日本でも劇場公開された。
2005年2月4日、病気で瞼が垂れ下がって目が開けにくくなる病気、眼瞼下垂の手術を行い、二重瞼になった。続いて夫人や側近の経済補佐官、後援会長も手術した。
2005年、丹陽郡の大崗醸造場を訪問した時、「五穀マッコリ」を6杯続けて飲んだ。醸造場の代表によると、その後はほぼ毎日大統領府に納品されたという。
2017年5月25日、ドキュメンタリー映画『廬武鉉です（노무현입니다）』が公開された。
娘婿の郭相彦弁護士は2024年の第22代総選挙で共に民主党の候補として鐘路区選挙区から出馬し当選した。
身長は168cm。血液型はO型。